# 玛丽-若泽·纳特
玛丽-若泽·纳特（法語：Marie-José Nat，1940年4月22日—2019年10月10日）是法国女演员。1974年戛纳电影节最佳女演员奖得主。

## 生平
1940年4月22日出生于南科西嘉博尼法乔。父亲是卡拜爾人，母亲是科西嘉人。
2019年10月10日在巴黎去世。

## 荣誉
1974年在戛纳电影节获得最佳女演员奖。

## 出演作品
- 《囚车驶向圣地》 (1998年)